# 947
Évszázadok: 9. század – 10. század – 11. század
Évtizedek: 890-es évek – 900-as évek – 910-es évek – 920-as évek – 930-as évek – 940-es évek – 950-es évek – 960-as évek – 970-es évek – 980-as évek – 990-es évek
Évek: 942 – 943 – 944 – 945 –  946 – 947 – 948 – 949 – 950 – 951 – 952

## Események

### Európa
- A Magyar Fejedelemség élén Zoltát Jutocsa fia, Falicsi váltja (hozzávetőleges időpont).
- Az itáliai királyváltást követően Taksony vezetésével magyar sereg érkezik Észak-Itáliába, hogy megerősítsék a békeszerződést, amely értelmében adót fizetnek nekik. Berengár ivreai őrgróf, a királyság tényleges ura kifizeti az adót (tíz véka ezüstpénzt, amit a krónikás szerint rézzel kevert hamis pénzzel fizetett). Taksony ezután Dél-Itáliába indul, ahol végigfosztogatja az ottani független hercegségeket és egészen Otrantóig eljut.
- Az idős Hugó itáliai király (csak névleg az fiával, II. Lothárral együtt, a hatalom Berengár kezében van) lemond és visszavonul Provence-ba.
- Ottó német király feleségül adja a lányát, Liutgardot Konrád lotaringiai herceghez. Ottó anyja, Matilda a fiával és az udvarral való konfliktusai miatt önkéntes száműzetésbe vonul birtokaira és megalapítja Enger kolostorát.
- Novemberben meghal Berthold bajor herceg. Ottó király decemberben vagy a következő év elején öccsét, Henriket nevezi ki Bajorország hercegévé.
- A Nyugati Frank Királyságban a király ellen lázadó Nagy Hugó herceg sikertelenül ostromolja Reimset, hogy visszaültesse hívét, Vermandois-i Hugót az érseki székbe. IV. Lajos király Ottótól kér segítséget, aki Verdunben sikertelen zsinatot hív össze az érsek ügyében.

### Abbászida Kalifátus
- A történetíró Al-Maszúdi elkészül fő művével, a világ történelmét leíró Aranymezők és drágakőbányák-kal.

### Észak-Afrika
- Al-Manszúr fátimida kalifa hónapokon át űzi a sivatagba, majd a Hodna-hegységbe menekülő lázadó Abu Jazídot, majd beszorítja Kijana erődjébe. Augusztusra az erőd elesik, a sebesült Abu Jazídot elfogják és néhány nap múlva belehal sebesüléseibe. Lenyúzott és kitömött bőrét a kalifa körbeviteti birodalma városaiban.

### Kína
- A kitan Liao-dinasztia császára, Taj-cung meghódítja és annektálja az addig is félig-meddig vazallusi státuszban lévő Kései Csin-dinasztia államát. A hadjárat során megbetegszik és meghal; utódja unokaöccse, Si-cung. Liu Csi-jüan, Pingcsou kormányzója kikiáltja a függetlenségét és megalapítja a Kései Han-dinasztiát.

## Születések
- Al-Kádir, abbászida kalifa
- I. Rádzsrádzsa, Csóla királya

## Halálozások
- május 18. – Liao Taj-cung, kitan császár
- augusztus 19. – Abu Jazíd, berber felkelő
- november 23. – Berthold, bajor herceg

## Fordítás
- Ez a szócikk részben vagy egészben  a(z)   947 című angol Wikipédia-szócikk ezen változatának fordításán alapul.  Az eredeti cikk szerkesztőit annak laptörténete sorolja fel. Ez a jelzés csupán a megfogalmazás eredetét és a szerzői jogokat jelzi, nem szolgál a cikkben szereplő információk forrásmegjelöléseként.